# カンブリアン ウォーズ
『カンブリアン ウォーズ』は、2012年2月18日にNHKのBSプレミアムとデジタル衛星第2にてハイビジョン特集枠で放送された、日本のスペシャルドラマ。脚本は山田隆司が担当した。カンブリア紀の人類の祖先やカンブリア爆発をテーマとしたSFドラマと科学ドキュメンタリーが同時進行する方式を採用しており、ドラマパートに合わせてカンブリア紀の生物の放送当時の最新研究が紹介される。
本作では、21世紀日本の若手古生物学者の永沢直紀（演:桐山漣）が、昆虫の大量発生や異常気象といった世界の異変が新任の女性研究者ハル（演:中村ゆり）によるものではないかと疑いを持つ。ハルの正体は環境破壊を続ける人類を絶滅させるべく地球へ来訪した宇宙人であり、彼女はカンブリア紀にタイムトラベルして人類の祖先を殺害することで人類を歴史から抹消しようと計画する。

## 出演者
俳優の列挙はNHKクロニクルの番組詳細に、役名はGYAO!に準拠する。
| - 桐山漣 - 永沢直紀役 - 中村ゆり - ハル役 - 谷内里早 - イヴ役 - 中原丈雄 - 渋川清彦 - ミウラ役 - 片桐仁 - オオハシ役 | - 小林竜樹 - ニシムラ役 - 矢柴俊博 - 葛西幸菜 - 桑田尚樹 - 小沢日出晴 - 加津塔 | - 笹尾融理亜 - 西村ミツアキ - 侯先光 - 雲南大学教授。本人役 - アンドリュー・パーカー - イギリス自然史博物館教授。本人役 - 田中源吾 - 群馬県立自然史博物館主任。本人役 |

アンドリュー・パーカーは本作と同じくカンブリア紀の生物をテーマとしたNHKのアニメ作品『ピカイア!』（2015年）とその続編『ピカイア!!』（2017年）にも出演した。また、本作に出演して研究紹介を行った田中源吾と、本作の監督である近藤浩正は、両者とも静岡大学大学院の同じ研究室に所属しそれぞれ博士課程・修士課程を修了している。

## 放送・配信
2012年2月18日に初放送された後、同年3月4日に同局で再放送された。NHKオンデマンドで配信されている。